# Ivson de Freitas
Ivson de Freitas (Patrocínio do Muriaé, de 13 de maio de 1929 — Além Paraíba, 23 de agosto de 2006) foi um futebolista brasileiro que atuou como atacante.

## Carreira
Ivson deu seus primeiros passos como jogar futebol no Nacional de Muriaé, no Brasil, ainda jogou no Vasco da Gama e Clube Náutico Capibaribe. Todavia, seu maior momento na carreira foi jogando pelo alvirrubro pernambucano onde marcou 118 gols em 159 partidas, tendo uma média de 0,74 gols por jogo.
Chegou ao Náutico vindo do Vasco da Gama em 1952, onde participou da campanha do tricampeonato pernambucano do Náutico. Ficou nos Aflitos até 1956, marcando época durante sua passagem pela equipe Alvirrubra onde é o 5º maior artilheiro da história do clube e também Campeão Pernambucano nos anos de 1952 e 1954. Por duas vezes foi artilheiro do Campeonato Pernambucano de Futebol, em 1953 e 1954, ambos com 16 gols anotados. Ivson de Freitas também foi campeão do Torneio dos Campeões do Norte-Nordeste de 1952 pela equipe pernambucana, competição de futebol realizado com os campeões estaduais de 1951 de Alagoas, Bahia, Ceará, Pará, Paraíba, Pernambuco, Rio Grande do Norte e Sergipe.
Ainda passou pelo futebol português, atuando por Sporting CP por duas temporadas (1957/58 e 1958/59), onde atuou no meio de campo da equipe lusitana, jogou 16 partidas e marcou 18 gols pelos Verdes e Brancos em sua primeira passagem, garantindo o título nacional daquele temporada. Ainda jogou por Lusitano de Évora na temporada 1959/60 e Sporting Covilhã 1960/61.

## Títulos
Vasco da Gama
- Campeonato Carioca: 1949

Náutico
- Campeonato Pernambucano: 1952 e 1954
- Torneio dos Campeões do Norte–Nordeste: 1952

Sporting CP
- Campeonato Português: 1957/58

## Artilharia
Náutico
Campeonato Pernambucano: 1953 (16 gols)
Campeonato Pernambucano: 1954 (16 gols)